# Wealhtheow
Wealhtheow est un personnage du poème anglo-saxon Beowulf.
Issue du clan des Wulfings, elle est l'épouse du roi danois Hrothgar et la mère de ses trois enfants : deux garçons, Hrethric et Hrothmund, et une fille, Freawaru. Après la mort de Grendel, elle récompense Beowulf en lui offrant trois chevaux et un collier en or et prononce à cette occasion deux discours, l'un adressé à son mari et l'autre au héros victorieux.
Son nom est couramment interprété comme signifiant « esclave étrangère » en vieil anglais, ce qui pourrait refléter la nature politique de son mariage avec Hrothgar.

## Dans la culture populaire
Au cinéma et à la télévision, le rôle de Wealhtheow a été interprété par :
- Diane Venora dans Le 13e Guerrier (1999) ;
- Steinunn Ólína Þorsteinsdóttir (en) dans Beowulf, la légende viking (2005) ;
- Robin Wright dans La Légende de Beowulf (2007) ;
- Marina Sirtis dans Beowulf et la Colère des dieux (2007) ;
- Joanne Whalley dans Beowulf : Retour dans les Shieldlands (2016).